# Due brave persone
Due brave persone è stato un varietà radiofonico italiano trasmesso sul Secondo Programma nel 1974, condotto da Cochi e Renato con la partecipazione di Massimo Boldi e la presenza dei colleghi milanesi Celentano, Jannacci e Gaber.
È andato in onda dal 1º luglio al 30 settembre 1974, per un totale di circa 80 puntate di quindici minuti ciascuna.